# Rolando González
Rolando González Orta (sinh ngày 26 tháng 1 năm 1993 ở El Mante, Tamaulipas), hay Rolando González, là một cầu thủ bóng đá người México thi đấu cho Tampico Madero F.C..